# 해주아리랑
해주아리랑(海州아리랑)은 서울 지방의 아리랑에서 파생해 나온 신민요로, 아롱타령이라고도 한다. 해주아리랑은 서울 지방의 민요 선법으로 짜인 소리로서 서울의 자진아리랑과 유사하다.
해주아리랑은 해주와 아무런 관련이 없는 점이 특징적이다. 황해도 지역의 향토 음악 양식과 매우 다르며, 특히 서도(西道, 황해도와 평안도) 명창인 김정연·오복녀의 가창 자료에도 <해주아리랑>은 포함되어 있지 않다. 반면, 밀양아리랑과는 선율적으로 매우 가깝다. 따라서, 해주아리랑에서 밀양아리랑이 파생되었다는 설이 강력하다.
후렴이 “아리아리 얼쑤 아라리요 아리랑 얼씨구 노다 가세”로 되어 있다. 장단은 경쾌한 세마치(3박자) 장단으로 이루어졌으며, 세마치 8장단이 하나의 절을 형성한다.